# Chiesa di San Tommaso Apostolo (San Tomaso Agordino)
La chiesa di San Tommaso Apostolo, nota anche come chiesa di San Tomaso, è la parrocchiale di San Tomaso Agordino, in provincia di Belluno e diocesi di Belluno-Feltre; fa parte della convergenza foraniale di Agordo-Livinallongo.

## Storia
Probabilmente la primitiva chiesa della zona dedicata a san Tommaso Apostolo esisteva già nel XIII secolo e sorgeva in località Porziei; tuttavia, di tale edificio non sono rimaste tracce.
Una nuova chiesa avente la medesima intitolazione venne realizzata nel XIV secolo in località Celat e fu citata per la prima volta nel 1361; da un documento del 1381 s'apprende che venne riconciliata in seguito ad una profanazione. Nel 1437 fu impartita la consacrazione e nel 1483 venne eretto il campanile; nel 1585 la chiesa fu elevata al rango di curaziale.
Tra il 1620 e il 1625 l'edificio fu oggetto di interventi di ampliamento che portarono l'ingrandimento della navata.
L'attuale chiesa è frutto del rifacimento condotto negli anni quaranta del Settecento; nel 1753 fu sopraelevato il campanile. La chiesa divenne parrocchiale nel 1799.

## Descrizione
Opere di pregio conservate all'interno della chiesa sono la pala ritraente la Vergine del Carmine in gloria con il Bimbo assieme ai santi Floriano, Silvestro Papa, Gottardo e Giuseppe, eseguita da Angelo Cimador, gli affreschi raffiguranti i santi Piero, Andrea e Giacomo e la Resurrezione di Cristo, realizzati probabilmente da Giovanni da Mel, l'altar maggiore del 1755, sul quale è posta la pala con santi Margherita, Tommaso e Bartolomeo e la Beata Vergine Maria col Bambino, dipinta da Francesco Frigimelica, la tela settecentesca ritraente la Beata vergine del Rosario assieme ai santi Domenico, Caterina da Siena, Giovanni Battista e Pietro Apostolo, i medaglioni con i Misteri del Rosario e l'organo, costruito nel 1802 da Gaetano Callido e restaurato nel 1990 dalla ditta padovana Ruffatti.